# Atriplex maximowicziana
Atriplex maximowicziana là loài thực vật có hoa thuộc họ Dền. Loài này được Makino mô tả khoa học đầu tiên năm 1896.